# Start (lotnictwo)

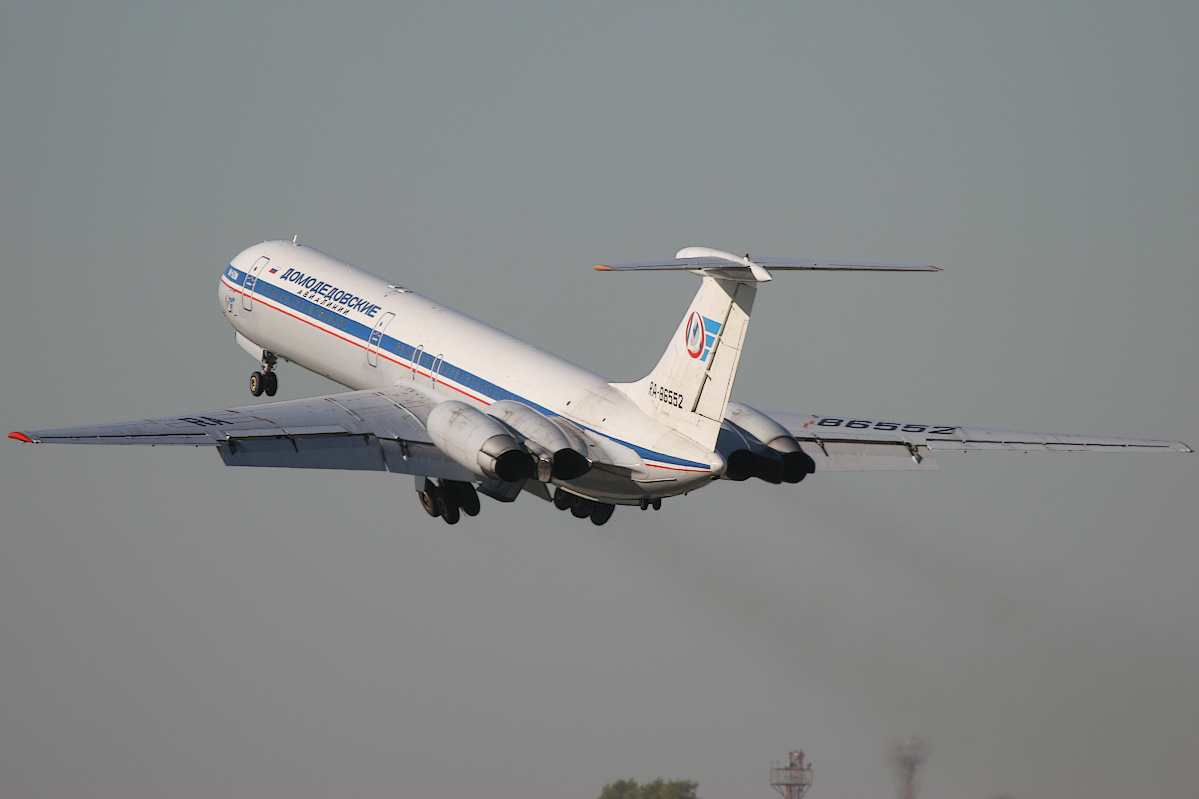
Ił-62 tuż po oderwaniu się od ziemi

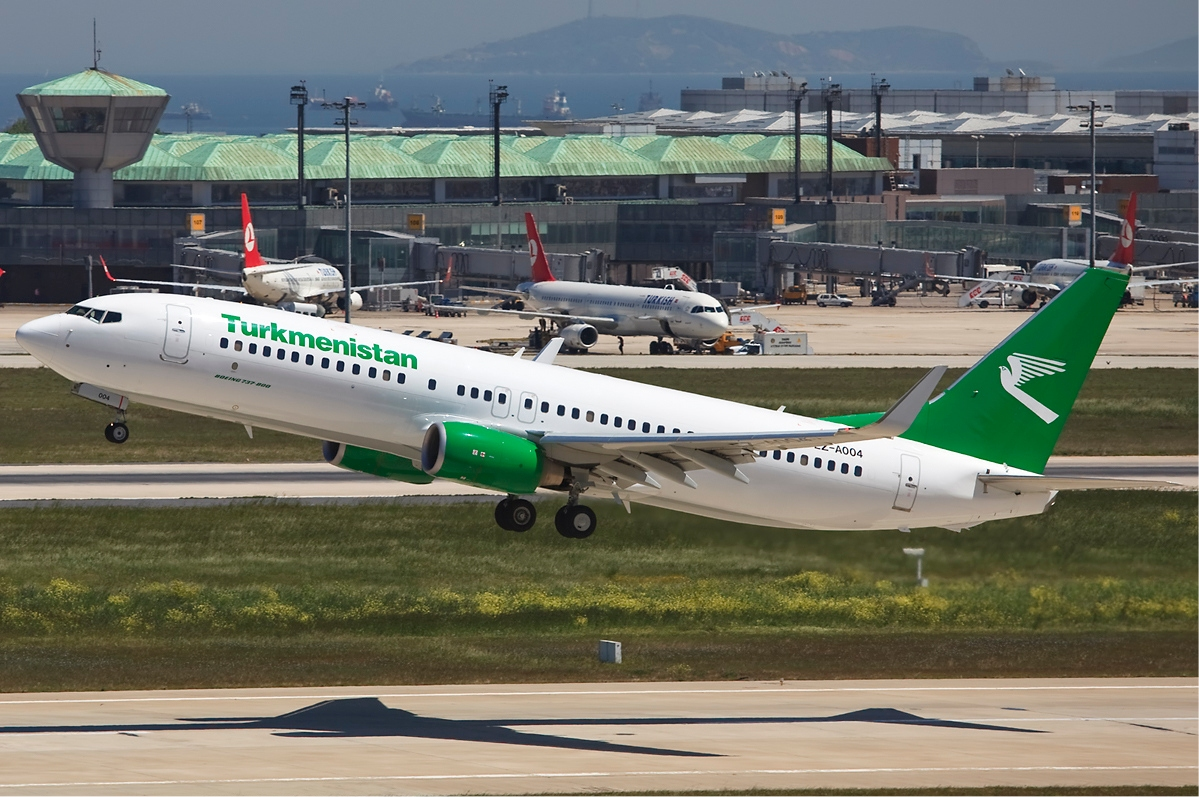
Boeing 737-800 linii Turkmenistan Airlines podczas startu

Start – początkowa faza lotu statku powietrznego (samolotu, szybowca, śmigłowca lub innego), mająca na celu oderwanie od ziemi i rozpoczęcie właściwego lotu. Uchodzi obok lądowania za jeden z najtrudniejszych elementów pilotażu.

## Przebieg startu
Start odbywa się na specjalnie przygotowanym pasie startowym. Jego długość musi być wystarczająca, by dany samolot był w stanie rozpędzić się do odpowiednich prędkości.
Przy osiągnięciu prędkości decyzji (V1) załoga decyduje czy kontynuować rozbieg. Przy prędkości Vr, nazywanej również prędkością rotacji, wskutek działania siły nośnej odrywa się od ziemi kółko nosowe w samolotach z kółkiem nosowym, lub kółko/płoza ogonowa w samolotach z kółkiem ogonowym (ang. taildraggers). Pilot powinien wówczas podjąć odpowiednie działania, mające na celu uzyskanie wznoszenia.
Po ustabilizowaniu, w miarę możliwości, należy schować podwozie, klapy, zmniejszyć moc silników i skonfigurować samolot do dalszego lotu we wznoszeniu i przyroście prędkości.